# Andrew Whyment
Andrew Whyment (Los Angeles, 20 december 1979) is een Engels acteur, die sinds 1999 de rol van Kirk Sutherland vertolkt in Coronation Street. Ook speelde hij in enkele afleveringen van de comedyserie The Royle Family mee.
Sinds 23 juni 2007 is Whyment getrouwd met Nicola Willis. 

## Filmografie
- Once Upon a Time in the North Televisieserie - Sean Tollit (6 afl., 1994)
- Cracker Televisieserie - Matthew Harvey (Afl., Brotherly Love, 1995)
- Where the Heart Is Televisieserie - Paul (Afl., Ice Pops, 1998)
- The Cops Televisieserie - Chris (Episode 1.3, 1998)
- Heartbeat Televisieserie - Eric (Afl., The Good Doctor, 2000)
- Brand Spanking New Show Televisieserie - Rol onbekend (Episode 1.4, 2000|Episode 1.6 t/m 1.8, 2000)
- The Royle Family Televisieserie - Darren Sinclair-Jones (Afl., Antony's Birthday, 1999|The Royle Family at Christmas, 2000|Decorating, 2000)
- Coronation Street: Pantomime (Televisiefilm, 2005) - Kirk Sutherland
- Coronation Street Televisieserie - Kirk Sutherland (232 afl., 1999-2008)